# Friesack
Friesack är en stad i Tyskland, belägen i Landkreis Havelland i förbundslandet Brandenburg, omkring 60 km väster om Berlin, vid floden Rhin.  Staden tillhör kommunalförbundet Amt Friesack, där den är administrativt säte.

## Historia
Staden hade under medeltiden en större borganläggning med stor strategisk betydelse, idag helt förstörd.

## Kommunikationer
Friesack ligger vid Bundesstrasse 5, som sammanbinder orten med Berlin.  Staden har även en järnvägsstation på järnvägen Berlin-Hamburg, belägen omkring 2,5 km utanför stadskärnan.  Stationen trafikeras med regionaltåg i riktning mot Berlin och Wismar.

## Kända Friesackbor
- Emil Schallopp (1843-1919), schackmästare.
- Albert Willimsky (1890-1940), romersk-katolsk pastor i Friesack under 1930-talet, motståndsaktivist under Nazityskland.

## Befolkning
| 1875 | 4 136 |
| 1890 | 4 057 |
| 1910 | 3 511 |
| 1925 | 3 447 |
| 1933 | 3 356 |
| 1939 | 3 539 |
| 1946 | 4 812 |
| 1950 | 4 640 |
| 1964 | 3 896 |
| 1971 | 3 719 |

| 1981 | 3 356 |
| 1985 | 3 243 |
| 1989 | 3 116 |
| 1990 | 3 003 |
| 1991 | 2 972 |
| 1992 | 2 927 |
| 1993 | 2 889 |
| 1994 | 2 963 |
| 1995 | 2 921 |
| 1996 | 2 923 |

| 1997 | 2 979 |
| 1998 | 3 014 |
| 1999 | 3 000 |
| 2000 | 2 989 |
| 2001 | 2 953 |
| 2002 | 2 904 |
| 2003 | 2 859 |
| 2004 | 2 855 |
| 2005 | 2 816 |
| 2006 | 2 781 |

| 2007 | 2 725 |
| 2008 | 2 670 |
| 2009 | 2 639 |
| 2010 | 2 541 |
| 2011 | 2 522 |
| 2012 | 2 484 |

Detaljerade källor anges i Wikimedia Commons..